# Tapiriscus
Tapiriscus is een geslacht van uitgestorven tapirs die tijdens het Mioceen in Europa leefde.

## Fossiele vondsten
Fossielen van Tapiriscus zijn gevonden in Duitsland, Italië, Hongarije en Bosnië. De vondsten dateren uit de European land mammal ages Vallesian en Vroeg-Turolian (11-8 miljoen jaar geleden), vallend binnen het Mioceen.

## Kenmerken
Tapiriscus is een van de kleinst bekende tapirs en wordt wel aangeduid als 'dwergtapir', een benaming die ook in gebruik is voor de Noord-Amerikaanse Tapirus polkensis.